# Nový Zéland na Letních olympijských hrách 1960
Nový Zéland se účastnil Letní olympiády 1960 v italském Římě. Zastupovalo ho 37 sportovců (33 mužů a 4 ženy) v 9 sportech.

## Medailisté
| Medaile | Jméno          | Sport    | Soutěž                 |
| ------- | -------------- | -------- | ---------------------- |
| Zlato   | Murray Halberg | Atletika | Muži běh na 5000 metrů |
| Zlato   | Peter Snell    | Atletika | Muži běh na 800 m      |
| Bronz   | Barry Magee    | Atletika | Muži maraton           |